# Павловський Андрій Михайлович
Андрі́й Миха́йлович Павло́вський (нар. 25 травня 1965, м. Київ) — український громадський діяч, експерт з питань соціальної політики,  Народний депутат України 6 і 7 скликання.

## Біографія
Народився в родині відомого вченого і політика Михайла Павловського.
В 1988 з відзнакою закінчив механіко-машинобудівний факультет Київського політехнічного інституту, а в 1999 Українську академію державного управління при Президентові України, магістр державного управління.
В 1992 році захистив у Київському політехнічному інституті дисертацію і отримав наукове звання кандидата технічних наук.
- 1988 — інженер НВО «Арсенал».
- 1988-1996 — аспірант, асистент, доцент Київського політехнічного інституту.
- 1996-1998 — головний спеціаліст апарату Кабінету Міністрів України.
- 1998-2000 — старший консультант ЗАТ «Ліберті Маркет».
- 2000-2003 — начальник управління інновацій ТОВ «Компанія ІНБІ».
- 2003-2004 — помічник-консультант народного депутата України.
- 2004-2005 — генеральний директор українсько-чеського ЗАТ «ХОУФЕК».
- 2005-2006 — помічник-консультант народного депутата України.
- 2006-2007 — директор КП «Центр високих технологій та інновацій».

## Політична діяльність
- Квітень 2006 — грудень 2007 — депутат Київської міської ради.
- 25 грудня 2007 — 12 грудня 2012 — народний депутат України 6-го скликання. Голова підкомітету з питань державного соціального страхування, розвитку соціального партнерства та діяльності об'єднань громадян сторін соціального партнерства Комітету з питань соціальної політики та праці.
- 12 грудня 2012 — 27 листопада 2014 — народний депутат України 7-го скликання. Секретар Комітету з питань соціальної політики та праці, член лічильної комісії.

Міністр соціальної політики та праці опозиційного уряду України з 2010 по 2013  рік.  Автор понад 90 законопроєктів з соціальної тематики.